# Calimeros
Les Calimeros sont un groupe de schlager suisse.

## Histoire
L'idée d'un groupe de divertissement apparaît en 1976 lors d'une réunion de clubs sportifs d'Uetendorf. Les Calimeros se forment avec Roland Eberhart, Kurt Wyss et trois autres membres. Ils jouent d'abord dans des festivals et des fêtes et sortent Sommerwind le premier album en 1983 qui est disque de platine.
Dès son premier succès, le groupe a de nombreuses apparitions à la télévision et en 1992 une émission spéciale à la télévision suisse pour le 15e anniversaire. Quatre ans plus tard, il signe avec Koch Media et est distribué en Allemagne et en Autriche. Fin 1999, deux membres quittent le groupe, les Calimeros deviennent un trio. Dans les années 2000, le groupe participe cinq fois au Grand Prix der Volksmusik et est présent dans des émissions comme Musikantenstadl ou Achims Hitparade.
Roland Eberhart, le leader du groupe, publie un album solo en 2004, I tröime vo Dir, qui comprend des chansons en allemand bernois. Il compose non seulement presque tous les morceaux de son propre groupe, mais écrit aussi pour d'autres artistes tels que Die Amigos et Combox. Il a son émission sur Radio Eviva.
Paru en juillet 2015, l'album Sommersehnsucht est le premier du groupe à être numéro un des ventes en Suisse et atteint la 5e place en Allemagne et en Autriche.
Schiff Ahoi sort en juillet 2016. Il est numéro un des ventes en Suisse et aussi en Autriche.

## Source de la traduction
- (de) Cet article est partiellement ou en totalité issu de l’article de Wikipédia en allemand intitulé « Calimeros » (voir la liste des auteurs).